# Cláudia de Campos
Maria Cláudia de Campos  (Sines, 28 de Janeiro de 1859 - Lisboa, 30 de dezembro de 1916) foi uma poetisa e feminista portuguesa. Foi membro da Direcção da Secção Feminista da Liga Portuguesa da Paz e Vogal do Comité Português da La Ligue et le Désarmément par les Femmes.
Assinava como Colette e Carmen Silva.

## Biografia
Cláudia de Campos era filha de Francisco António de Campos e Maria Augusta da Palma . Nasceu em Sines a 28 de janeiro de 1859. Seu avô, Jacinto da Palma foi Guarda-Mor de saúde do Porto de Sines.
Em 1875 casou com Joaquim d'Ornelas e Matos. Passados 13 anos, em 1888, separa-se judicialmente. Desta relação, resultam dois filhos.
Foi uma estudiosa de Eça, Quental, Herculano e Castilho.
Especializou-se em Estudos Ingleses no Colégio de Mrs Kutle e legou-nos um manuscrito sobre Shelley. Era fluente em francês e português.

## Obras

### Obras manuscritas
- Shelley

### Obras Impressas
- Rindo: contos, Lisboa, Of. Tip. da Empresa Lit. de Lisboa, 1892
- Último amor, Lisboa, Gomes, 1894
- Mulheres. Ensaios de psicologia feminina, Lisboa,Gomes 1895.

- Elle: com retracto da auctora, Lisboa, Livr. Edit. Tavares Cardoso  1899
- A baroneza Stael e o duque de Palmella,Lisboa,1901
- Elle Sines, Câmara Municipal de Sines, 1997

### Colaboração em publicações periódicas
- A Leitura (1894-1896)
- A Sociedade do Futuro (1902-1904)
- "Shelley" Jornal da Mulher
- "A esphinge (excerto)" Almanaque das Senhoras Portuguesas e Brasileiras para 1898, Lisboa, Tipografia de Sousa Filho, 1897, p. 275
- India (número único), Lisboa, Tipografia da Companhia Nacional Editora, Largo do Conde Barão, 1898
- "Nuvens" O Século, suplemento de Natal, Lisboa, 1898, pp. 3-5

### Tradução
- "Portugal visto por um Extrangeiro. Edgar Prestage" Sociedade Futura, nº 14, 1 Dezembro, 1902

## Ligações Externas
- Cláudia de Campos na DGLB